# Кетрін Кортес Масто
Кетрін Марі Кортес Масто (англ. Catherine Marie Cortez Masto; нар. 29 березня 1964) — американська політична діячка, юрист, старший сенатор США від Невади з 2017 року. Член Демократичної партії, вона була 32-м генеральним прокурором Невади з 2007 по 2015 рік.
Кортес Масто закінчила Університет Невади, Ріно та Школу права Університету Гонзага. Вона чотири роки працювала цивільним прокурором у Лас-Вегасі та два роки кримінальним прокурором у прокуратурі США у Вашингтоні, округ Колумбія. У 2006 році була обрана генеральним прокурором штату Невада, замінивши Джорджа Чаноса. Переобрана в 2010 році, вона не мала права балотуватися на третій термін у 2014 році через довічні обмеження, встановлені Конституцією Невади.
Кортес Масто з мінімальним відривом перемогла республіканця Джо Хека на виборах до Сенату Сполучених Штатів 2016 року в Неваді, щоб замінити сенатора-демократа Гаррі Ріда, ставши першою жінкою, обраною представляти Неваду в Сенаті, і першою латиноамериканкою, обраною до цієї палати Конгресу. Вона вступила на посаду 3 січня 2017 року.